# Rui Pena
Rui Eduardo Ferreira Rodrigues Pena GCIH (Moreiras Grandes,(Torres Novas), 25 de dezembro de 1939 — Lisboa, 8 de janeiro de 2018) foi um advogado e político português. Ocupou diversos cargos em governos portugueses.

## Biografia
Licenciado em Direito, em 1962, pela Faculdade de Direito da Universidade de Lisboa, estava inscrito na Ordem dos Advogados Portugueses desde 1964. Foi Oficial da Reserva Naval da Marinha de Guerra Portuguesa do 6.º CEORN - Curso Especial de Oficiais da Reserva Naval, na classe de Administração Naval. Prestou serviço na Armada entre 1964 e 1966, ano em que foi licenciado como Segundo-Tenente, regressando à vida civil. Integrou a Direção Jurídica da Petrogal. Enquanto advogado, foi cofundador das sociedades de advogados PMBGR - Pena, Machete, Botelho Moniz, Nobre Guedes, Ruiz & Associados e da Pena, Arnaut & Associados. Militante destacado do CDS-PP, foi Ministro da Reforma Administrativa, num governo chefiado por Mário Soares, formado através de coligação entre o PS e o CDS-PP. Volvidos mais de 20 anos, já próximo do PS, ocupou a pasta da Defesa, no segundo governo de António Guterres, formado exclusivamente por minoria relativa do PS.
Faleceu em Lisboa, a 8 de janeiro de 2018, vítima de cancro.
A 31 de janeiro de 2018, foi agraciado, a título póstumo, com a Grã-Cruz da Ordem do Infante D. Henrique.

## Funções governamentais exercidas
- II Governo Constitucional
  - Ministro da Reforma Administrativa
- XIV Governo Constitucional
  - Ministro da Defesa Nacional